# Parastenella spinosa
Parastenella spinosa är en korallart som först beskrevs av Wright och Studer 1889.  Parastenella spinosa ingår i släktet Parastenella och familjen Primnoidae.
Artens utbredningsområde är Södra Ishavet. Inga underarter finns listade i Catalogue of Life.